# Carex muelleri
Carex muelleri là một loài thực vật có hoa trong họ Cói. Loài này được Petrie publ. 1886 mô tả khoa học đầu tiên năm 1885.